# ملعب مدينة سويتا لكرة القدم
ملعب مدينة سويتا لكرة القدم هو ملعب كرة قدم يقع في سويتا، أوساكا، اليابان، يتسع لجلوس 39,694 متفرج. تم وضع حجر الأساس للملعب في 13 ديسمبر 2013. بدأ بناؤه في 22 سبتمبر 2015 وافتتح في 10 أكتوبر 2015.

## روابط خارجية
- Gamba Osaka

(باليابانية)